# Структурний поверх
Структурний поверх (рос. структурный этаж, англ. structural stage; нім. Strukturstockwerk n) – комплекси гірських порід різної будови і стратиграфічного обсягу, які характеризуються певним типом структури та ступенем метаморфізму і відокремлені регіональними неузгодженнями від комплексів, які лежать нижче та вище. 
Наприклад, на платформах виділяють два основні структурні поверхи – складчастий фундамент та осадовий чохол, розділені кутовими незгідностями.